# مکه
مَکّه (به عربی: مدینة مَکّه) نام شهری است در کشور پادشاهی عربستان سعودی واقع در شبه جزیره عربستان. مکه از شهرهای تاریخی و مهم عربستان سعودی است و به سبب قرار داشتن کعبه، قبله گاه مسلمانان در آن مقدس‌ترین شهر اسلام به‌شمار می‌رود. مکه زادگاه محمد پیامبر اسلام است.
این شهر در انحصار مسلمانان است و پیروان سایر ادیان حق ورود به آن را ندارند. 
به مکانی به نام مکه در قرآن نیز اشاره شده‌است، اما یکسان بودن آن با منطقه و شهر فعلی مکه را نمی‌توان قطعی دانست.

## نام و شهرت
این شهر علاوه بر نام مکه دارای نام‌هایی همچون «بکّه»، «امّ‌القری» و «بلدالحرام» نیز بوده‌است که در قرآن به تمامی این نام‌ها اشاره شده‌است. در سوره فتح آیه ۲۴ مکه آمده و آل عمران آیه ۹۶ بکه آمده. در زبان عربی گاهی م به ب تبدیل می‌شود. مانند لازم و لازب.

## موقعیت تاریخی و جغرافیایی
شهر مکه در فاصله ۸۰ کیلومتری دریای سرخ واقع شده و ارتفاع آن از سطح دریا، ۳۳۰ متر است. به خاطر اتوبانی که اکنون ساخته شده، تا بندر جده تنها ۶۰ کیلومتر فاصله دارد و از طریق بزرگراه هجرت، ۴۲۵ کیلومتر با مدینه فاصله دارد. مکه در میان کوه‌ها واقع شده، فاصله بین دو کوه را اعراب شعب می‌گویند. این شهر در میان کوه‌های کم ارتفاعی باسازند سنگی واقع شده‌است در حال حاضر، اطراف مسجدالحرام را خانه‌ها و هتل‌هایی فرا گرفته، که بر فراز این تپه‌های سنگی واقع شده‌اند. برای سهولت رفت‌وآمد، تونل‌های زیادی برای عبور ماشین‌ها در نظر گرفته‌اند، که مسافت‌ها را بسیار کاهش می‌دهد.
آغاز بنای مکه معلوم نیست، اگر سکونت جرهمیان را در ناحیه مکه حدود دو هزار تا هزار و پانصد سال قبل از میلاد بدانیم، بنای مکه هم باید در همان قرن‌ها باشد.

## اقلیم
آب و هوای مکه گرم و خشک و کمی مرطوب‌تر از مدینه است.

## زیارت
اصطلاحاً به کسی که سفر زیارتی به مکه را انجام داده، حاجی گفته می‌شود و مسلمانانی که توان مالی دارند، حداقل یک بار در طول عمر خود به حج می‌روند. هرسال درمراسم رسمی (حج تمتع) در ماه ذیحجه حدود سه میلیون حاجی، خانه کعبه را زیارت می‌کنند.
درآمد حاصل از حج در مکه بالغ بر ۲ میلیارد دلار است.

## نام‌های دیگر مکه
بکّه: یکی دیگر از نام‌های شهر مکه، بکّه است. این نام در قرآن نیز ذکر شده‌است:
- إِنَّ اوَّلَ بَیْتٍ وُضِعَ لِلنّاسِ لَلَّذِی بِبَکَّةَ مُبَارَکاً وَهُدیً لِلْعالَمِینَ[۶]
- ترجمه: نخستین خانه‌ای که برای پرستش مردم نهاده شد، همان است که در بکّه است، آنجا با برکت و راهنمایی برای جهانیان است.

تفسیر مفسران اسلامی اینست که واژه بکّه در اصل البکّ است و معنای آن «ازدحام» است. وقتی عده‌ای از مردم در مکانی ازدحام می‌کنند، می‌گویند: یباکّ الناس. در روایات منقوله منتسب به امامان شیعه علت نامگذاری مکه به بکه، ازدحام مردم در کنار خانه خدا معرفی شده‌است.
اُمّ القُری: یکی دیگر از نام‌های مکه، امّ‌القری است. چنان‌که در قرآن آمده‌است: وَکَذلِکَ أوْحَیْنا إلَیْکَ قُراناً عَرَبِیّاً لِتُنْذِرَ اُمَّ القُری وَمَنْ حَوْلَها
- ترجمه: و این چنین قرآنی عربی[۸] به تو وحی کردیم تا مردم شهر مکه و اطراف آن را انذار بدهی.

از دید مفسران اسلامی شیعه علت نامگذاری این شهر به امّ‌القری اینگونه‌است. در روایات راجع به علت نامگذاری آن به ام‌القری سخن گفته نشده‌است؛ و شاید از آن جهت که از خود این نام، علت نامگذاری آن روشن هست کسی از امامان شیعه راجع به آن سؤال نکرده‌است. بنابر تفسیر مفسران شیعه، ام‌القری یعنی ریشه شهرها. مکه، ریشه تمام شهرهاست، زیرا اولین نقطه‌ای است که در روی زمین ظاهر شد. علاوه بر اینکه از نظر عظمت و شکوه نیز بر همه شهرها شرف دارد؛ چون نهال اسلام در آنجا رویید و بر سایر سرزمینها و مملکتها سایه افکند.
البلد الامین: البلد الامین یکی دیگر از نام‌های مکه‌است. در قرآن آمده‌است: و هذا البَلَدِ الاَمِینِ
و همه مفسرین اتفاق دارند بر اینکه منظور از البلد الامین، مکه است. از دید مفسرین جمله بلدالامین یعنی شهر کسی که امنیت دارد در علّت نامگذاری شهر مکه به البلد الامین دو احتمال وجود دارد: احتمال اوّل: شهر مکه حرم خداست؛ و هر کسی که در حرم بمیرد، خداوند او را در روز قیامت از وحشت و ترس در آن روز، در امان قرار می‌دهد.
احتمال دوم: براساس برخی از آیه‌های قرآن و احکام اسلامی، این شهر برای این امن دانسته که نبرد و خونریزی در این شهر حرام است و نمی‌توان در این شهر خونی بر زمین ریخت یا نزاع و نبردی کرد.

## اماکن زیارتی
- مسجد الحرام
- حجرالاسود
- منا (سرزمین منا) و عرفات
- صفا و مروه
- کوه نور
- مقام ابراهیم
- غار حرا

## قطار شهری
قطار شهری مکه در سال ۲۰۱۰ تأسیس شده و هم‌اکنون دارای ۱ خط و ۹ ایستگاه است.

## نگارخانه

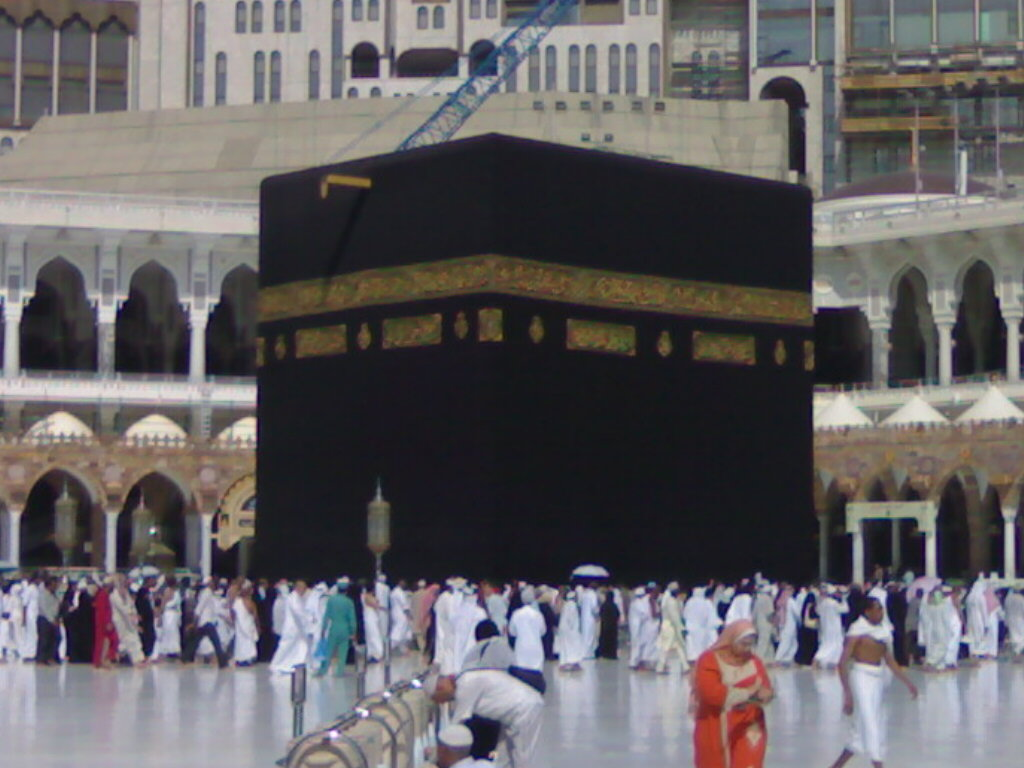
تصویری از خانه کعبه
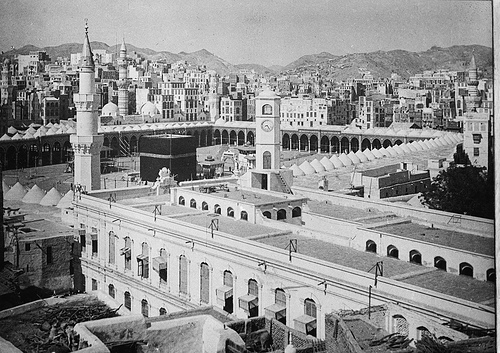
کعبه در سال ۱۹۱۰
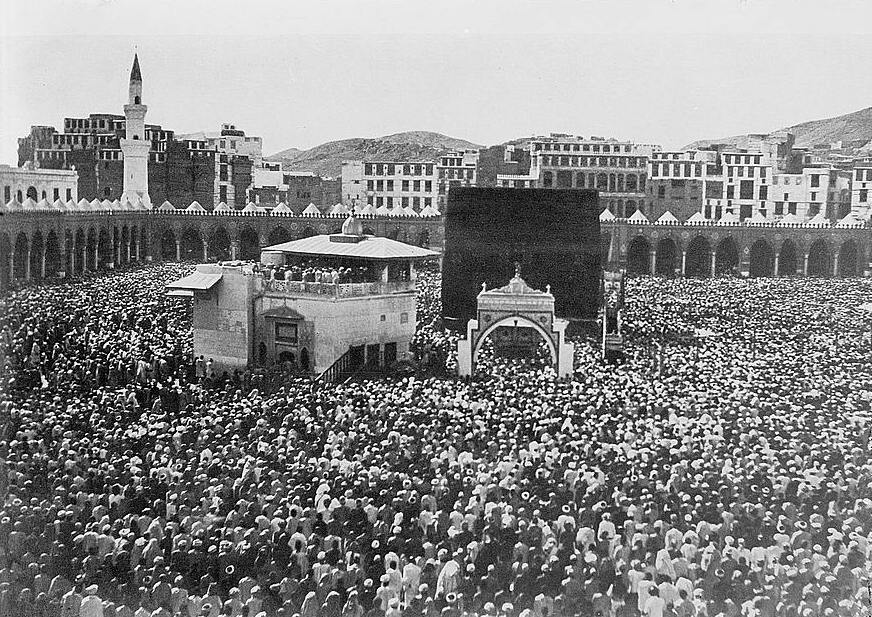
کعبه در سال ۱۹۱۰
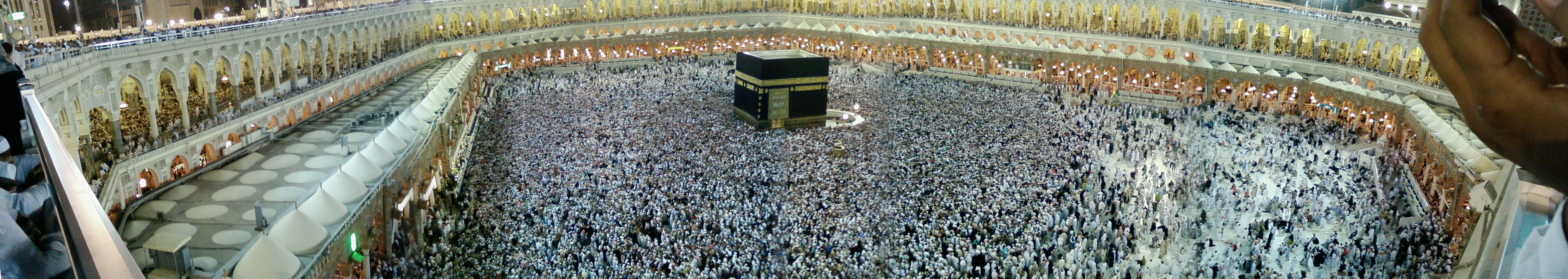
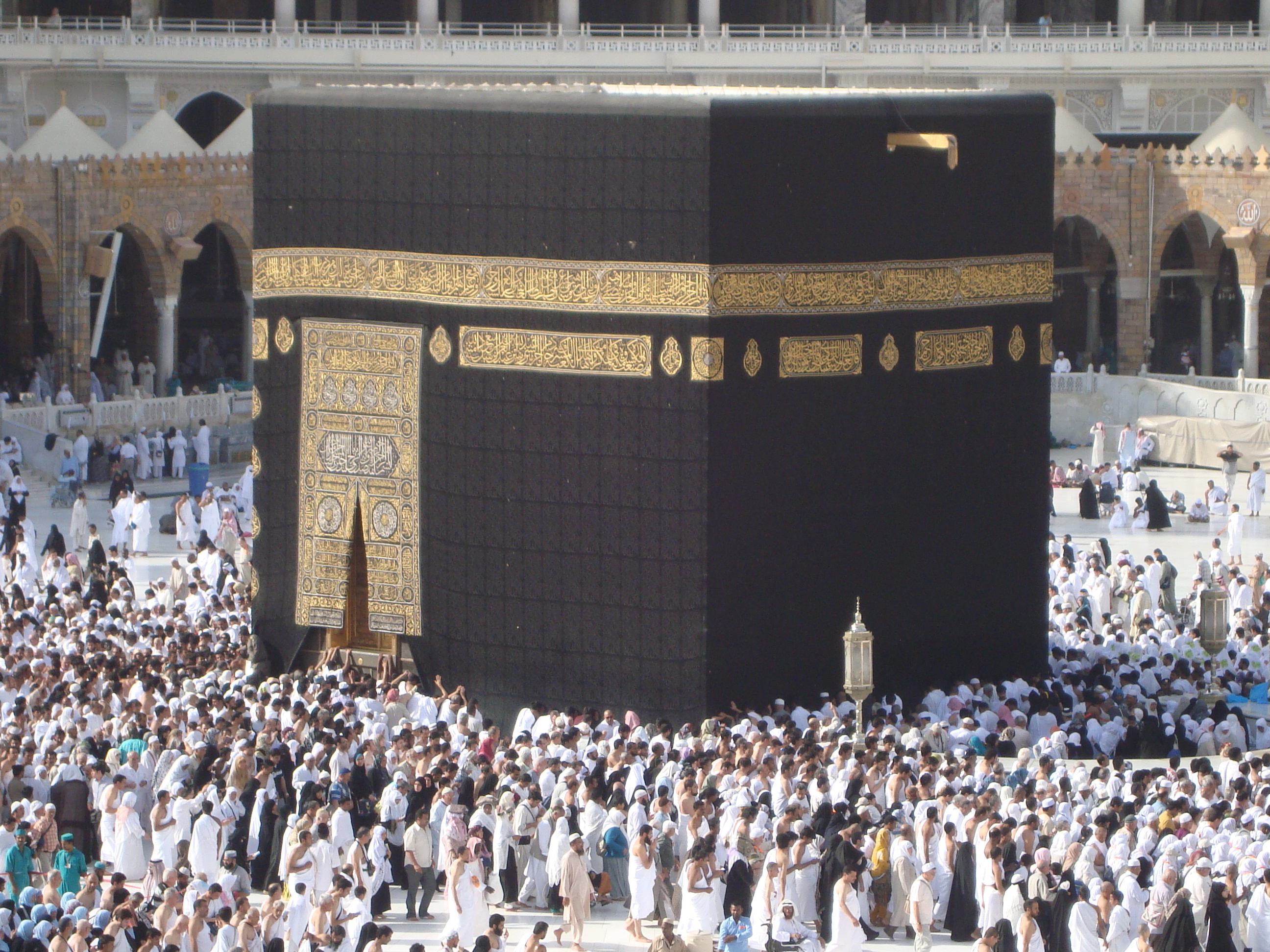
نمایی از کعبه